# Théorème des milieux
En géométrie élémentaire, le théorème des milieux, ou théorème de la droite des milieux, est un cas particulier du théorème de Thalès joint à sa réciproque.

## Théorème direct

### Énoncé
Si un segment joint les milieux de deux côtés d’un triangle, alors il est parallèle au troisième côté, et sa longueur est égale à la moitié de celle de ce troisième côté.

### Formulation graphique
Le théorème peut être représenté graphiquement de la façon ci-dessous :

Soient I et J les milieux respectifs des segments [AB] et [AC], alors(IJ) // (BC) et IJ = BC/2.

### Démonstration en géométrie élémentaire

Le point auxiliaire K fait apparaître deux parallélogrammes : AJBK et KBCJ.

Cette propriété se démontre sans que soit connue la définition d'un vecteur. 
Sur la figure, (IJ) est la droite des milieux dans ABC qu’on veut prouver parallèle à (BC).
Soit K le symétrique de J par rapport à I, on a alors I milieu de [JK] et IJ = KJ/2.
Comme I est par hypothèse le milieu de [AB], les diagonales de AJBK se coupent en leur milieu commun I, donc AJBK est un parallélogramme.
Ses côtés [AJ] et [KB] sont parallèles et de même longueur, et il en est donc de même pour [JC] et [KB].
KBCJ n’est pas croisé (B et C sont dans le même demi-plan par rapport à (KJ), B comme symétrique de A par rapport à I, C comme symétrique de A par rapport à J).
Or si un quadrilatère non croisé a deux côtés opposés parallèles et de même longueur alors c'est un parallélogramme.
Donc KBCJ est un parallélogramme.
Par les propriétés du parallélogramme, les côtés opposés [KJ] et [BC] sont parallèles, la droite (IJ) est donc parallèle à (BC).
Comme les côtés opposés sont égaux, de KJ = BC on déduit : IJ = BC/2.

### Démonstration vectorielle
Lorsque la notion de vecteur est déjà connue — par exemple, dans le cas d'un espace affine euclidien associé à un espace vectoriel — il existe une démonstration vectorielle beaucoup plus courte.
Puisque I est milieu de (A,B) et J est milieu de (A,C), on a
{\displaystyle {\overrightarrow {AB}}=2{\overrightarrow {AI}}{\text{ et }}{\overrightarrow {AC}}=2{\overrightarrow {AJ}}}, d'où
{\displaystyle {\overrightarrow {BC}}={\overrightarrow {AC}}-{\overrightarrow {AB}}=2\left({\overrightarrow {AJ}}-{\overrightarrow {AI}}\right)=2{\overrightarrow {IJ}}}.
Les vecteurs {\displaystyle {\overrightarrow {IJ}}} et {\displaystyle {\overrightarrow {BC}}} sont colinéaires donc les droites (IJ) et (BC) sont parallèles.
La norme de {\displaystyle {\overrightarrow {IJ}}} est égale à la moitié de celle de {\displaystyle {\overrightarrow {BC}}}, autrement dit la distance IJ est égale à BC/2.
On peut dissimuler la relation de Chasles utilisée ci-dessus, en assimilant l'espace affine à son espace vectoriel associé via le choix de A comme origine. Les équations précédentes s'écrivent alors : B = 2I et C = 2J, d'où C – B = 2(J – I).

## Théorème réciproque
C'est un cas particulier du Théorème de Thalès.
Théorème — Si une droite passe par le milieu d'un des côtés d'un triangle et si elle est parallèle à un autre côté alors elle coupe le troisième côté en son milieu.
Il existe une démonstration de cette réciproque faisant intervenir uniquement des notions d'aire. 
On suppose que la droite passe par le milieu I de côté [AB], qu'elle est parallèle au côté [BC] et qu'elle coupe le côté [AC] en un point J'.
Le triangle CBI a même sommet que le triangle CBA et a une base moitié donc
aire (CBI) = 1⁄2 aire (CBA).
Le segment [IJ'] est parallèle à la base [BC] donc, par cisaillement,
aire (CBI) = aire (CBJ').
L'aire du triangle BCJ' est donc la moitié de l'aire du triangle BCA et les points C, J' et A sont alignés donc
CJ' = 1⁄2 CA.
Le point J' est donc égal au milieu J du segment [CA].
Alternativement, le théorème réciproque peut se démontrer élémentairement comme le théorème direct : en notant K' le symétrique de J' par rapport à I, le quadrilatère AJ'BK' est un parallélogramme donc (BK') est parallèle à (J'A) = (CJ'), si bien que BK'J'C est aussi un parallélogramme ; par conséquent, CJ' = BK' = J'A.
Remarquons que le théorème réciproque peut se déduire de la première affirmation du théorème direct, et inversement : avec les mêmes notations que ci-dessus, J est égal à J' si et seulement si (IJ) est parallèle à (IJ'), c'est-à-dire à (BC).